# Bourgeois-bohème
Pour les articles homonymes, voir Bobo, Bourgeois et Bohème.

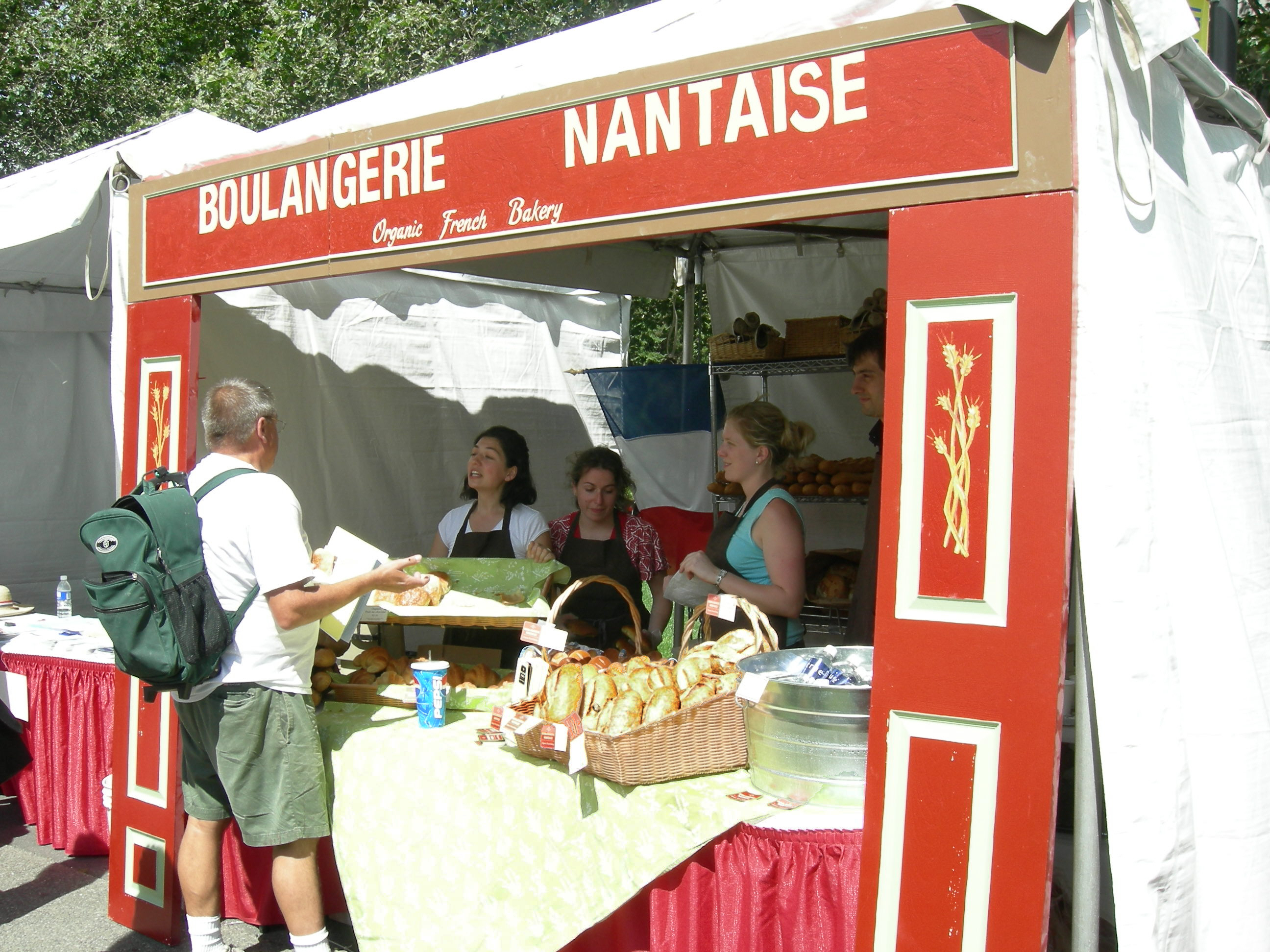

L’expression bourgeois-bohème est souvent utilisée sous sa forme contractée, « bobo ». Ce mot-valise a été popularisé par le journaliste américain David Brooks, dans son livre Bobos in Paradise: The New Upper Class and How They Got There, publié en 2000. L’auteur y définit le bobo comme une personne aisée. Brooks a forgé ce terme pour décrire ce qu'il ressent comme une mutation positive de son propre groupe social : les yuppies des années 1980, dont le mode de vie bourgeois se serait hybridé avec les valeurs bohèmes de la contre-culture des années 1960-1970.
Plusieurs sociologues critiquent la pertinence de cette catégorie. Camille Peugny considère ainsi que « le terme est devenu une caricature » désignant vaguement « une personne qui a des revenus sans qu’ils soient faramineux, plutôt diplômée, qui profite des opportunités culturelles et vote à gauche ».

## Usage du terme

### États-Unis
David Brooks utilise le terme « bobo » pour remplacer celui de « yuppie » qui avait pris, selon lui, une connotation péjorative. La théorie de Brooks est que cette « nouvelle classe supérieure » est un croisement entre l'idéalisme progressiste des années 1960 et l'individualisme des années 1980, désignant ainsi la « gauche caviar américaine ».
Les critiques de l'ouvrage de Brooks lui reprochent notamment de n'avoir pas expliqué en quoi cette « élite » serait nouvelle, et en quoi les tendances qu'il stigmatise comme caractéristiques des bobos ne seraient que l'expression des changements généraux de goûts d'une classe moyenne supérieure préexistante.
Dans les pays anglophones, le terme « bobo » est peu utilisé. Il existe de nombreuses variantes relativement proches : champagne socialist, neiman marxist, limousine liberal, dink (Double Income, No Kids, « deux revenus, pas d’enfants »). En matière d'urbanisme, on parlera également de « gentrification » d'un quartier et non de « boboïsation ».

### France
L'expression, sous la forme d'une apposition des deux termes, est utilisée par Édouard Drumont qui accuse la « bourgeoise vicieuse et bohème du Quartier latin », cité par Georges Sorel, dans Réflexions sur la violence, chap III, II (1908) puis se lit dans le roman Bel-Ami, de Guy de Maupassant, publié en 1885 :

« Ce fut elle alors qui lui serra la main très fort, très longtemps ; et il se sentit remué par cet aveu silencieux, repris d'un brusque béguin pour cette petite bourgeoise bohème et bon enfant qui l'aimait vraiment, peut-être. »

L'expression « bourgeois-bohème » est également employée par Claire Bretécher dans le dernier strip du tome 3 de la bande dessinée Les Frustrés, publié en 1978. Les strips de Brétecher sont parus initialement dans Le Nouvel Observateur et tournent en dérision les ex-soixante-huitards, les professions supérieures et les intellectuels de gauche des années 1970 qui étaient alors les principaux lecteurs de cet hebdomadaire ; l'expression « bourgeois-bohème » est alors employée par la dessinatrice pour désigner cette figure centrale de la série Les Frustrés, dans un sens relativement proche de celui qu'on lui donne actuellement.
Dans son roman L'Église verte, publié en 1981, Hervé Bazin utilise l’expression « écologie bobo » :

« Même sans faire d'écologie bobo, on peut affirmer que c'est idiot. Ces redressements de rivières en terrain argileux évacuent les petites crues, mais ils aggravent les grandes. »

D'après le journaliste et écrivain Pierre Merle, l'expression « bourgeois-bohème » réapparaît en France le 15 juin 2000 dans un article de Courrier international. Le terme est alors assez flou. Il prend cependant une valeur plutôt péjorative comme dans la chanson de Renaud Les Bobos, désignant un type de conformisme : des personnes aisées, parisiennes et parisianistes, bien-pensantes, dont la sympathie va plutôt vers la gauche écologiste et ayant de l'affection pour la figure du révolté (Che Guevara, mai 68). Il est employé par Raymond Barre lors de la campagne municipale de 2001, cité par Le Progrès de Lyon. Après une description grinçante, Renaud reconnaît, dans le dernier vers de sa chanson, « faire un peu partie du lot ».
Pour le journaliste Olivier Razemon, chacun désigne péjorativement comme « bobo » les personnes ayant un mode de déplacement différent du sien (que ce soit les transports en commun, le vélo ou le SUV). Denis Tillinac y voit une figure sociale, héritée de mai 68, définissant le bobo comme un « mix d'égocentrisme ‟libertaire”, de scepticisme ricanant et de consumérisme frénétique. Avec un vague alibi écolo et compassionnel ».
Lors de l'élection présidentielle de 2012, le Front national fait de la dénonciation des « bobos » un de ses axes de campagne, le caractère flou de ce terme lui permettant d'englober l'ensemble de ses opposants. Il continue cette pratique après la campagne. Ceci contribue à la tendance actuelle[Quand ?] qui a transformé ce mot en « fourre-tout » ou l'on peut ranger toute personne « bien pensante » et tenant un discours porté sur l'écologie.
Diverses parodies ou déclinaisons du terme ont ponctuellement été créées comme les « bonobos » (« bourgeois non bohèmes »), ou les « bobobos » (« bourgeois bohèmes bordelais »). Le terme « beurgeois » (pour « beurs embourgeoisés ») est en revanche plus ancien que « bobo » : c'est notamment le titre d'une bande dessinée de Farid Boudjellal, sortie en 1997.

## Sociologie

### En France
À Paris, ces bobos résideraient dans les arrondissements du centre, relativement aisés au moment où le terme est forgé en français mais dont certains étaient auparavant bourgeois (4e, 5e, 6e, 9e), d'autres ouvriers (2e, 3e) mais qui, à la suite de la venue desdits « bobos » dans les arrondissements autrefois populaires de l'est (10e, 11e, 12e, et du 17e, 18e, 19e, 20e arrondissements) ont connu une forte hausse du prix de l'immobilier ces dernières années[Quand ?] (même si cette migration a parfois justement lieu parce que les bobos eux-mêmes ne pouvaient plus se loger dans le centre de Paris),. C'est ce que les géographes nomment un processus de gentrification (embourgeoisement), terme qui est devenu « boboïsation » dans le langage courant,. Dans ces nouveaux quartiers, ou dans certaines villes de la banlieue de Paris comme Montreuil, Romainville, Les Lilas, Pantin, Saint-Ouen ou Clichy, les bobos cohabitent avec des populations immigrées, les artisans « petits blancs »[non neutre] étant partis vivre dans le péri-urbain : si cette cohabitation est parfois difficile, le bobo aimant la mixité mais pas être en minorité[non neutre], elle inaugure ce que le géographe Jacques Lévy appelle un « lien faible » entre populations.
À Lyon, les bobos se concentrent historiquement dans le quartier de la Croix-Rousse (1er et 4e arrondissements) et aussi dans le quartier de la Guillotière (7e arrondissement). À Bordeaux, la réhabilitation du quartier des Chartrons y a attiré une nouvelle population qualifiée de bobo.
Le terme de « Boboland » est parfois employé pour désigner les quartiers où habitent et que fréquentent ces populations.
L'écrivain François d'Épenoux décrit les bobos comme :

« les nouveaux maîtres de Paris, stars des gazettes et chouchous des pubards, leaders d'opinion et des dîners en ville, nouvelle volaille qui, comme dans la chanson de Souchon, fait l'opinion. […] Ce sont quelques poignées de vrais bourgeois mais faux bohèmes, connus ou inconnus, fricotant dans la pub, la presse, la musique ou le cinéma, bref, dans des métiers bien, qui prônent leurs idées et prêchent leurs discours avec d'autant plus de légèreté mondaine qu'ils n'en subiront jamais les conséquences, planqués qu'ils sont dans leurs donjons bardés de digicodes. […] Ce sont les nouveaux gardiens de la Pensée unique qui déversent sur le moindre assaillant l'huile tiède d'une soupe idéologique ressassée, entre deux flèches trempées dans le fiel mortel de leurs propres erreurs. »

Les journalistes Laure Watrin et Thomas Legrand, auteurs de La République bobo, les décrivent comme « une classe moyenne urbaine qui, au cours des dernières années a donné la victoire à la gauche dans les grandes villes. Les bobos ne forment pas une classe sociale, puisqu'ils n'ont pas d’intérêt économique commun. Ils partagent un mode de vie, qui prête le flanc à la caricature, et un ensemble de valeurs positives que la droite conservatrice qualifie de ‟bien-pensante” : l'antiracisme, le féminisme, la promotion de l'égalité des sexes, la conscience de la finitude du monde. Les bobos sont à l'aise dans la mondialisation. Ils sont à la fois raillés par les politiques et courtisés par eux, puisque leur vote est prescripteur », ce à quoi la journaliste Élisabeth Lévy répond : « les bobos constituent une classe, non pas sociale mais culturelle, qui conjugue le ‟progressisme” sociétal et un libéralisme économique plus ou moins assumé. Le bobo aime le monde sans frontières, mais il déteste la finance et voudrait acheter des iPhones équitables au prix du travail chinois. Cette alliance informelle s'est nouée au cours des années 1980, au moment où la gauche, découvrant les délices de la Bourse et de la bonne conscience, congédiait le populi qui renâclait à applaudir la délocalisation de son usine et qui, ça tombait bien, votait mal. Le bobo s'est mis à aimer l'immigré, le sans-papiers, avec la même ardeur que ses parents vénéraient le prolétaire. […] Le bobo voit chez le conservateur un facho en puissance. Et il adore toutes les cultures, sauf celle dont il est souvent lui-même issu, qu'il symbolise par l'effroyable personnage du ‟vieux mâle blanc hétéro”. Et en prime souvent catho, l'horreur ». Il est toutefois à noter que, selon Watrin et Legrand, il existe des bobos de droite, au mode de vie similaire mais aux valeurs différentes[source insuffisante].
Watrin et Legrand distinguent deux types de bobos : « le bobo gentrifieur et le bobo mixeur. Le premier choisira d'habiter un quartier anciennement populaire, plein de bobos, pour vivre dans un havre de boboïtude peuplé de spécimens de son espèce, s'égayant dans de jolies rues pleines de restos simples et bons, de concept-stores et de vélos hollandais. Le second, lui, s'épanouira exclusivement dans un univers de melting-pot, de variété sociale et ethnique, dans des quartiers ou des villes toujours populaires ».
Pour Jacques Ellul, en parallèle avec la mutation du lien social qui dans sa forme traditionnelle ne correspondrait plus au nouveau modèle bourgeois, la société libérale a tendance à se tribaliser. La bourgeoisie essayerait ainsi de faire croire à sa disparition derrière sa nouvelle allure. Pour le communiste Michel Clouscard, si la bourgeoisie se cherche une alternative, son idéologie reste en accord avec les mutations du capitalisme et correspond au modèle du néo-libéralisme, mais la propriété n’y apparaît plus comme une valeur fondamentale.

### Au Canada
Pour Joseph Heath et Andrew Potter, une nouvelle forme de bourgeoisie issue du secteur tertiaire voit le jour autour des années 1960 au Canada. Loin de la figure de l'austère bourgeois, celle-ci est « créative » et « bohème », et si elle cherche toujours une justification morale, celle-ci est désormais colorée d'écologisme ou de citoyennisme, selon le modèle de la contre-culture venu de la côte ouest américaine, et fortement conformiste.

## Analyse géographique et sociale
Pour le géographe Christophe Guilluy, « si [les] bobos ne se confondent pas avec la bourgeoisie traditionnelle, bourgeoisie qu'ils stigmatisent au contraire pour son égoïsme et son grégarisme social, ils ne représentent pas moins les couches supérieures des quartiers populaires ». En effet, ils possèdent un patrimoine moindre que cette bourgeoisie traditionnelle et vit, contrairement à eux, dans des quartiers de grandes villes concentrant une mixité sociale et ethnique. Ce choix d'installation, a priori lié à un souhait de diversité sociale s'explique également par le coût résidentiel moindre.
Le géographe note toutefois que si cette mixité existe formellement, elle est rapidement contournée, les bobos habitant souvent au sein de copropriétés privées sécurisées, proches mais techniquement séparées des milieux populaires, vivant eux en logements sociaux ou en immeubles privés précarisés. Ce séparatisme s'illustre également dans le milieu scolaire, où les bobos, s'ils acceptent que leurs enfants côtoient des catégories populaires issues de l'immigration à l'école primaire, l'évitent quand arrive le collège, ou acceptent au moins que leurs enfants soient mis à part dans des classes réservées (symbolisées par des options rares ou « européennes ») alors que les couches populaires se voient cantonnées à des classes sans grande perspective de réussite scolaire : selon l'auteur, s'appuyant sur les travaux du sociologue Georges Felouzis, cette stratégie d'évitement participe à une forme de « ségrégation scolaire » et au renforcement des discriminations.
Guilluy conclut en rapprochant finalement les bobos des classes supérieures traditionnelles : « des populations aisées des quartiers ou communes huppées aux bobos de quartiers mixtes, les couches supérieures ont toujours mis à distance les catégories sociales inférieures ».
Pour les sociologues Michel et Monique Pinçon-Charlot, la « boboïsation » des quartiers populaires d'une grande ville comme Paris se confond avec leur embourgeoisement, leur gentrification. Les deux sociologues décrivent les bobos comme « une population plutôt jeune, diplômée, travaillant dans les secteurs créatifs, les médias, la mode, le design ». Ils considèrent ce phénomène d'autant plus « violent » que les bobos « s'appropri[ent] également l'espace public, la rue, les trottoirs, les cafés et les commerces des quartiers où ils habitent. Créant ainsi une convivialité urbaine que ne pourront plus jamais revivre les ouvriers partis dans des zones périphériques ».

## Aspects politiques
Selon le politologue Jean-Claude Rennwald, les bobos ont joué un rôle croissant au sein des Partis socialistes européens. Ils mettent l'accent sur les sujets de société (environnement, culture, procréation assistée), au détriment des revendications traditionnelles (salaires, temps de travail, sécurité sociale) du mouvement ouvrier. Ce changement de priorités politiques pourrait, en partie, expliquer les mauvais résultats obtenus par les partis socialistes en France, en Allemagne, en Autriche, en Espagne, aux Pays-Bas, en Grèce et en Italie lors des élections tenues dans les années 2010. Le « boboïsme » serait alors « la maladie chronique du socialisme ».

## Critique du terme
Le terme de « bobo » est discuté car il serait flou. Pour Thomas Legrand (précité), éditorialiste politique sur France Inter et co-auteur du livre La République bobo, dans l’émission Du grain à moudre de France Culture du 6 février 2014 : « C’est un mot qui a du sens mais pas de définition ». En 2014, Anaïs Collet, maître de conférences en sociologie à l'université de Strasbourg et au laboratoire SAGE (Sociétés, Acteurs, Gouvernement en Europe), préfère employer le terme plus scientifique de « gentrificateur » dans son ouvrage Rester bourgeois : les quartiers populaires, nouveaux chantiers de la distinction. Selon elle, le terme de « bobo » ne définit aucune catégorie sociale. La gentrification est le processus par lequel des arrivants plus aisés s'approprient un espace initialement occupé par des habitants ou usagers moins favorisés, transformant ainsi le profil économique et social du quartier au profit exclusif d'une couche sociale supérieure.
Selon la géographe Anne Clerval, le terme est un terme réactionnaire utilisé pour qualifier la « petite bourgeoisie intellectuelle » et pour tenter de démontrer la fin des classes sociales.
En 2018, un collectif de sociologues, politologues et géographes publie une étude sociologique qui critique le terme et deux des auteurs ayant contribué à le forger ou à le populariser, David Brooks et le géographe Christophe Guilluy. Pour ce groupe d'universitaires, les « bobos » ne forment pas un groupe social. Derrière cette appellation fourre-tout se cache une réalité très complexe, que les universitaires résument ainsi dans leur introduction : « les familles de cadres supérieurs s’installant dans le 3e arrondissement de Paris depuis dix ans n’ont, sociologiquement, pas grand-chose à voir avec les ménages solos, les professionnels précaires de la culture ou les jeunes couples de fonctionnaires locataires dans le 20e arrondissement de Paris, à Montreuil, ou à la Goutte-d’Or, dans le 18e arrondissement ».

## Les bobos dans l'art
Le chanteur Renaud a écrit et interprété en 2006 une chanson intitulée Les Bobos, qui dépeint les caractéristiques des bourgeois-bohèmes types, chanson qu'il achève par les vers suivants « ma plume est un peu assassine / pour ces gens que je n'aime pas trop / par certains côtés j'imagine / que je fais aussi partie du lot », reconnaissant ainsi qu'il peut aisément être assimilé à ce groupe parfois qualifié de « fourre-tout ». Cette chanson rappelle dans un autre genre Mon beauf du même auteur.
En 2013, Sébastien Patoche sort son album intitulé J'emmerde les bobos !.
Les bobos sont les héros des albums de bandes dessinées Bienvenue à Boboland (éd. Audie-Fluide Glacial, 2008) et Global boboland (id., 2009), de Dupuy-Berberian.
Une série intitulée Les Bobos, diffusée sur la chaîne Télé-Québec, met en scène Marc Labrèche et Anne Dorval jouant des bobos du Plateau-Mont-Royal, quartier de Montréal.
Portlandia est une série qui parodie les habitants de la ville américaine de Portland, des néo-hippies bohèmes que l'on peut assimiler aux bobos.

## «Bolcho-bonapartiste»: un autre usage, antérieur, de la contraction «bobo»
De façon plus marginale, la contraction « bobo » est aussi utilisée, depuis plus longtemps, pour désigner les « bolcho-bonapartistes », (parfois sous la forme « bo-bo ») : un clivage les oppose aux libéraux-libertaires (« li-li » ou « lib-lib »), en particulier à l'occasion des élections européennes de 1999 en France. L'universitaire Guy Dhoquois estime qu'ils sont « principalement bonapartistes, de gauche et de droite » et que « l'antagonisme personnel » entre Daniel Cohn-Bendit et Jean-Pierre Chevènement « a illustré ce clivage non négligeable et sans doute essentiel ».